# امیلیا کلارک
امیلیا ایزابل یوفمیا رز کلارک (انگلیسی: Emilia Isobel Euphemia Rose Clarke؛ زادهٔ ۲۳ اکتبر ۱۹۸۶) بازیگر انگلیسی است. او در مرکز درام لندن تحصیل کرده است و در شماری از اجراهای بر روی صحنه حضور داشته است. او در تلویزیون کار خود را با نمایش تلویزیونی آبکی پزشک‌ها که توسط بی‌بی‌سی وان در سال ۲۰۰۹ ساخته شده بود آغاز کرد. در همان سال، او از سوی اسکرین اینترنشنال به عنوان «یکی از ستارگان فردای بریتانیا» به خاطر نقشش در حمله تریاسی نامیده شد. او پس از بازی در نقش دنریس تارگرین در مجموعه تلویزیونی اچ‌بی‌او، بازی تاج‌وتخت به موفقیت دست یافت. بازی در این نقش منجر به شهرت جهانی او و کسب جوایز متعددی از جمله نامزدی چهار جایزه امی پربیننده شد.
آغاز کار کلارک در برادوی با نمایش صبحانه در تیفانی (۲۰۱۳) و در وست اند با نمایش مرغ دریایی (۲۰۲۰، ۲۰۲۲) بود. نقش‌های سینمایی او شامل سارا کانر در فیلم علمی تخیلی نابودگر: جنسیس (۲۰۱۵)، کیرا در اپرای فضایی سولو: داستانی از جنگ ستارگان (۲۰۱۸) و فیلم‌های عاشقانه من پیش از تو (۲۰۱۶) و کریسمس پیشین (۲۰۱۹) می‌شود. در سال ۲۰۱۹، مجله تایم او را یکی از صد فرد اثرگذار در جهان معرفی کرد.

## اوایل زندگی و تحصیلات

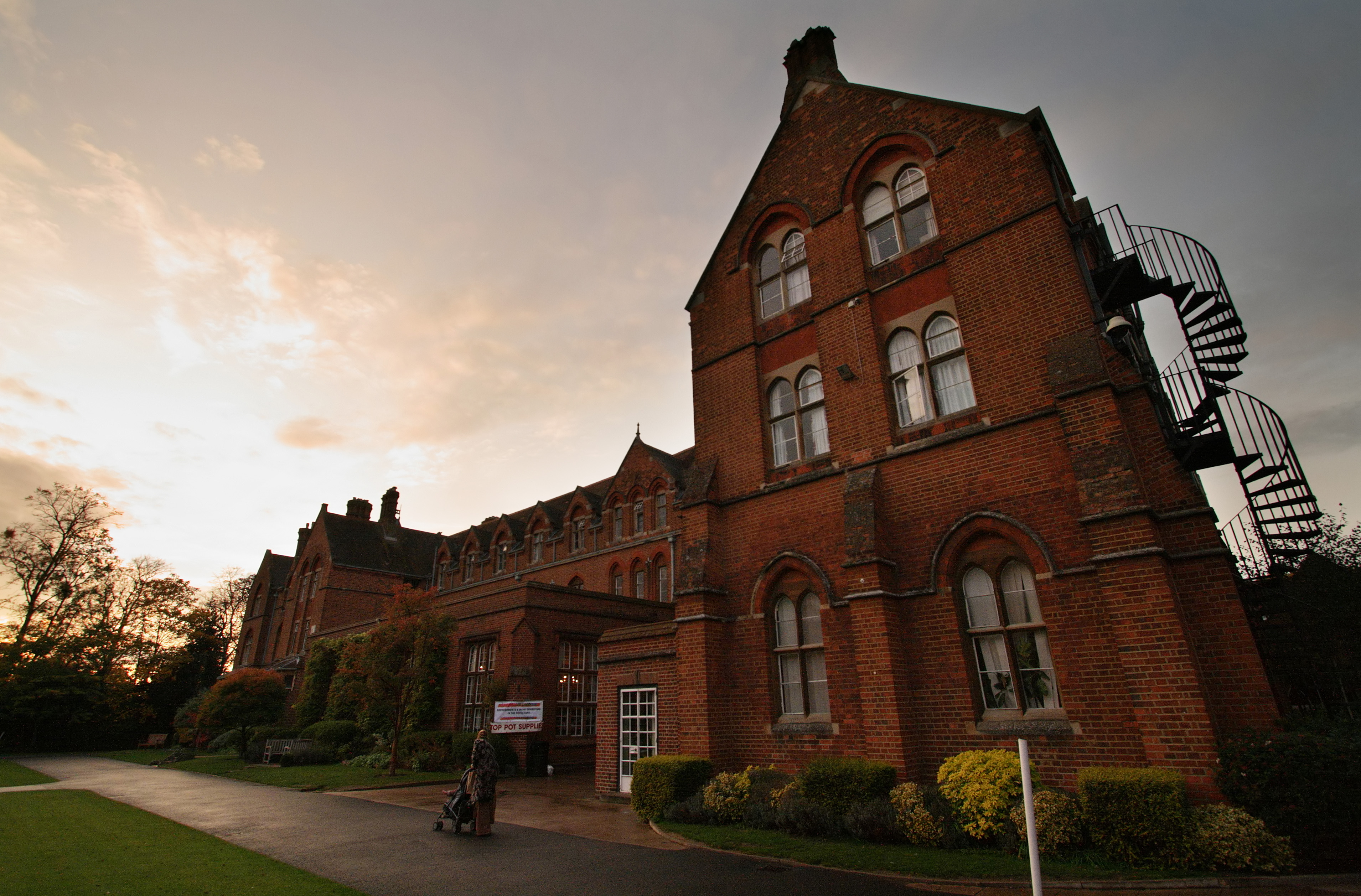
مدرسه سنت ادوارد آکسفورد که در آن‌جا کلارک تحصیل کرد

امیلیا ایزابل یوفمیا رز کلارک در ۲۳ اکتبر ۱۹۸۶ در لندن زاده شد. او در آکسفوردشر بزرگ شد. پدر او، پیتر کلارک، یک مهندس صدا اهل ولورهمپتون بود و مادرش جنیفر، یک تاجر بود و از سال ۲۰۲۰ به عنوان معاون بازاریابی در یک شرکت مشاوره مدیریت جهانی فعالیت دارد. کلارک از طرف مادری‌اش ریشه قومی هندی دارد. وی در مصاحبه‌ای در سال ۲۰۱۸ اظهار داشت که مادربزرگ مادری‌اش فرزند رابطه‌ای پنهانی میان مردی از شبه‌قاره هند و مادر مادربزرگش بود. مادربزرگ او آرایش روشن می‌کرد تا ویژگی‌های تیره‌پوستی که از پدرش به ارث برده بود را مخفی کند. کلارک این را به عنوان «سابقه مبارزه» خانواده‌اش می‌داند و می‌گوید: «این واقعیت که [مادربزرگ من] اساساً باید رنگ پوست خود را پنهان می‌کرد و به شدت تلاش می‌کرد تا با بقیه مطابقت داشته باشد، فوق‌العاده دشوار بوده‌است.» در یک مصاحبه با هارپرز بازار او اظهار داشت که مادربزرگش «هند را بیشتر از انگلستان دوست داشت» و به همین خاطر هنگامی که مادربزرگش درگذشت، کلارک که ۱۶ سالش بود به هند سفر کرد تا خاکسترهای او را پخش کند. برادر بزرگ‌تر کلارک، بنت، در صنعت سرگرمی فعالیت دارد و عضو بخش فیلمبرداری در بازی تاج‌وتخت بود.
کلارک گفت او از سه سالگی پس از تماشای شو بت به بازیگری علاقه‌مند شد. زمانی که او ده سالش بود، پدرش او را به یک تئاتر وست اند برای تست دادن برد. وی در مدرسه رای سنت انتونی در هدینگتون و مدرسه سنت ادوارد آکسفورد که در سال ۲۰۰۵ آن را ترک کرد تحصیل کرد. در یک مصاحبه در سال ۲۰۱۶ با مجله تایم اوت وی اظهار داشت «من به مدارس شبانه‌روزی لوکس می‌رفتم اما من دختر لوکس آن مدارس نبودم.» او همچنین اظهار داشت بیشتر کسانی که در مدرسه شبانه‌روزی او در آکسفورد بودند از لحاظ فکری محافظه‌کار بودند که به این معنا بود که او و برخی از دوستانش احساس غریبه بودن می‌کردند. پس از فارغ‌التحصیل شدن، کلارک به شکل ناموفقی به آکادمی سلطنتی هنرهای دراماتیک، آکادمی سلطنتی هنرهای دراماتیک و مدرسه موسیقی و درام گیلدهال درخواست تحصیل کرد. او پیش از اینکه وارد مرکز درام لندن شود کار می‌کرد و سفر می‌کرد و از مرکز درام لندن در سال ۲۰۰۹ فارغ‌التحصیل شد.

## زندگی حرفه‌ای

### ۲۰۰۰–۲۰۱۰: آغاز کار
کلارک هنگام حضور در مدرسه آغاز به بازی در تولیدات صحنه‌ای کرد. او در تولیدات دانش‌آموزی مانند شب دوازدهم و داستان وست ساید هنگام حضور در مدرسه سنت ادواردز بازی می‌کرد. پس از داشتن یک سال به عنوان فرصت مطالعه، او در مرکز درام لندن پذیرفته شد. کلارک در محصول سال ۲۰۰۹، سنس حضور داشت که حاصل همکاری مرکز درام لندن و کمپانی او انجلز بود.
یکی از نخستین نقش‌های وی در صنعت فیلم در سگ را رها کن، یک فیلم کوتاه اثر دانشگاه لندن بود. او در سال ۲۰۰۹ از مرکز درام فارغ‌التحصیل شد. پس از فارغ‌التحصیل شدن او در چندین شغل غیر از بازیگری فعالیت داشت و در آن هنگام برای نقش‌های گوناگونی تست می‌داد. او در دو فیلم تبلیغاتی برای خیریه ساماری‌ها نقش قربانی بدرفتاری خانگی را بازی کرد. نخستین نقش اعتبار داده شده تلویزیونی او یک بیت پارت در یک قسمت از سریال آبکی بریتانیایی پزشک‌ها بود. کلارک نخستین نقش تخصصی‌اش را در فیلم حمله تریاسی به عنوان ساوانا داشت.این فیلم در نوامبر ۲۰۱۰ در شبکه سای فای در ایالات متحده آمریکا منتشر شد و بازخوردهای منفی‌ای گرفت. علی‌رغم بازخوردهای منفی، او توسط مجله اسکرین اینترنشنال به عنوان «ستاره فردای بریتانیا» نامیده شد.

### ۲۰۱۱–۲۰۱۹: بازی تاج‌وتخت و شناخت جهانی

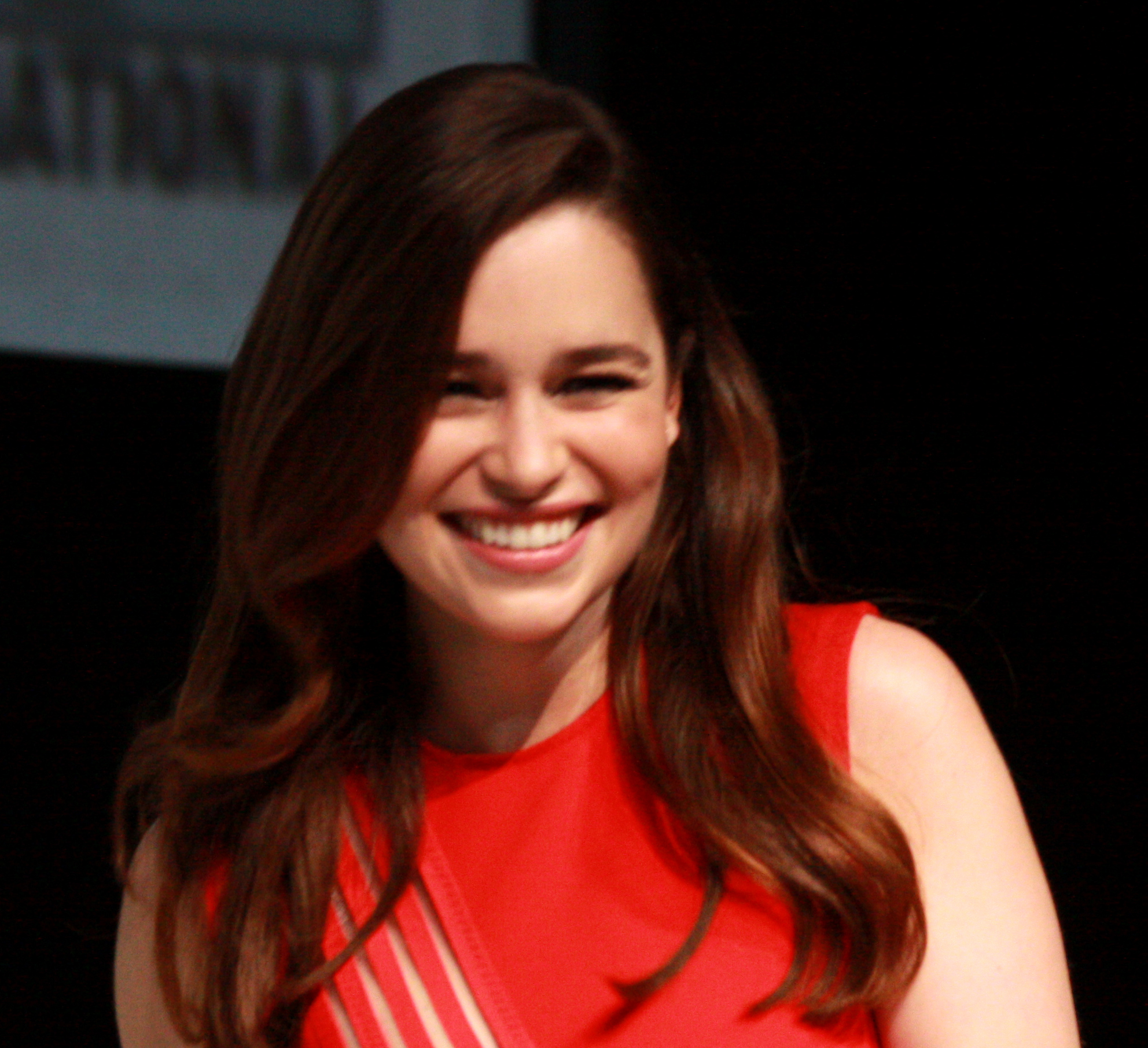
کلارک در کامیک-کان سن دیگو در سال ۲۰۱۳

کلارک در سال ۲۰۱۰ در سومین نقش تخصصی خود، به عنوان دنریس تارگرین در مجموعه تلویزیونی فانتزی اچ‌بی‌او، بازی تاج‌وتخت حضور داشت. این مجموعه بر پایه یک سری کتاب فانتری به نام ترانه یخ و آتش نوشته جرج آر. آر. مارتین بود. دنریس یکی از آخرین اعضای زنده خاندان تارگرین است که زمانی بر وستروس با تخت آهنین نزدیک به ۳۰۰ تا زمانی که برکنار شدند حکومت می‌کردند. بازیگر تامزین مرچانت در اصل برای نقش دنریس در نظر گرفته شده بود. زمانی که قسمت یکم دوباره در ابتدای ۲۰۱۰ فیلمبرداری شد، مرچانت با کلارک جایگزین شد. این مجموعه از آوریل ۲۰۱۱ تا مه ۲۰۱۹ پخش شد و در تمام هشت فصل مجموعه کلارک نقش دنریس را داشت.
کلارک برای بازی در نقش دنریس توسط منتقدان ستوده شد و نشان‌دهنده رشد یک دختر ترسو به زنی قدرتمند است. متیو جیلبرت از بوستون گلوب سکانس‌های او را «مسحورکننده» توصیف کرد و گفت «کلارک از دیدگاه احساسی با دنریس نقطه اشتراکی ندارد، به جز اراده قوی. با این حال نقش او علاقه‌مند نقش خود است.» امیلی فان در ورف از ای. وی. کلاب در مورد دشواری تطبیق‌دادن خود با تکامل صفحه به صفحه امیلیا کلارک گفت و به این نتیجه رسید که «کلارک بیش از خود قرارداد را مهر می‌زند.»
کلارک گفت که نقش او به عنوان دنریس «روند کاری ابتدایی معمولی که یک بازیگر زن بریتانیایی طی می‌کند نیست.» در سال ۲۰۱۷، او یکی از پردرآمدترین بازیگران تلویزیون شد و برای هر قسمت در بازی تاج‌وتخت میان ۱٬۲ و ۲ میلیون پوند می‌گرفت. در سال ۲۰۱۹ او گفت در ابتدای کارش در سن ۲۳ سالگی بازی کردن برهنه جلوی یک ست فیلم بزرگ برایش ناخوشایند بود اما از آن دوران دربارهٔ میزان برهنگی که برای یک سکانس نیاز است «عاقل‌تر شده‌است.» کلارک برای بازی در نقش دنریس چندین جایزه برد و نامزده جوایز گوناگونی شد. پس از فصل یکم، کلارک جایزه بهترین بازیگر زن پشتیبان در یک درام در جایزه انترتینمنت ویکلی کسب کرد. او نیز سه بار در سال‌های ۲۰۱۳، ۲۰۱۵ و ۲۰۱۶ نامزد جایزه امی ساعات پربیننده برای بازیگر زن پشتیبان در ژانر درام شد. در هفتاد و یکمین جوایز امی ساعات پربیننده در سال ۲۰۱۹، او برای جایزه حیرت‌انگیز بازیگر زن اصلی ژانر درام نامزد شد و این نخستین نامزدی او در این رده بود.
علاوه بر مجموعه تلویزیونی، او صدا و همانندی خود را به بازی ویدئویی با همین نام بخشید. او همچنین در آوریل ۲۰۱۹ در پخش زنده شنبه شب در تک‌سخن‌گویی کیت هرینگتون یک حضور افتخاری داشت. او در نوامبر ۲۰۱۹ در مصاحبه‌ای با ان‌پی‌آر گفت «اگر قرار بود به عنوان مادر اژدها به‌طور کلیشه شناخته شوم، من با آن هیچ مشکلی ندارم. این کاملاً شگفت‌انگیز است.» در یک مصاحبه در سال ۲۰۲۱ با د اسکیم او اظهار داشت که دوست داشت نحوه مرگ شخصیتش را تغییر بدهد.

### ۲۰۱۲–تا کنون: نقش‌های گوناگون و فیلم‌های فرنچایز
نخستین نقش کلارک در یک فیلم در شاکلد در سال ۲۰۱۲ بود. این فیلم در آنتولوژی ترسناک پرایم ویدئو در سال ۲۰۲۰ به عنوان کتابچه راهنمای قتل منتشر شد. در همان سال، در کنار الیوت تیتنسور در فیلم کمدی جزیره اسپایک نقش ایفا کرد. این فیلم داستان گروهی از دوستان که تلاش می‌کنند به جزیره‌ای با همین نام برای کنسرت استون روزز بروند را روایت می‌کند. این فیلم در اصل فقط در بریتانیا منتشر شد اما در مارس ۲۰۱۵ در آمریکای شمالی نیز منتشر شد. از مارس تا آوریل ۲۰۱۳، او نقش هالی گالیثلی در یک محصول برادوی از صبحانه در تیفانی را بازی کرد. نقش او نیازمند بازی کردن صحنه‌های برهنگی بود. این اثر همراه با نقش‌آفرینی او انتقاداتی داشت و بازخوردهای گوناگونی دریافت کرد. جلوتر در همان سال، او در فیلم کمدی سیاه، جنایی و درام دام همینگوی در کنار جود لا نقش ایفا کرد.

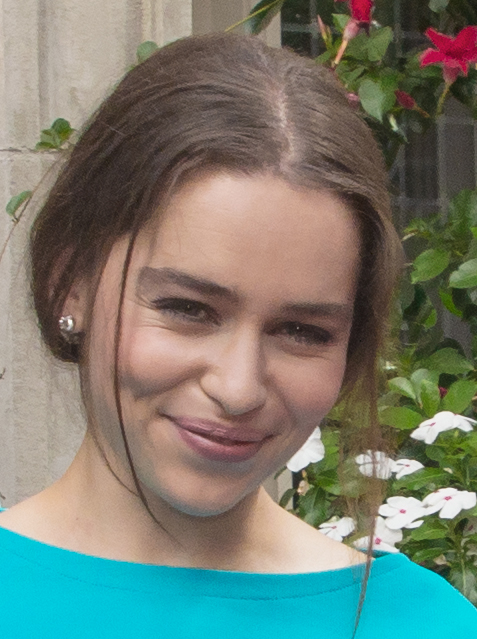
کلارک در جشنواره بین‌المللی فیلم تورنتو ۲۰۱۳

در سال ۲۰۱۳ کلارک در اقتباس فیلمی باغ روزهای آخر به عنوان یکی از بازیگران انتخاب شد. جیمز فرانکو قرار بود در این فیلم به عنوان کارگردان و یکی از بازیگران شاخص حضور داشته باشد اما دو هفته پیش از فیلمبرداری به علت اختلاف با شرکت سازنده الکمی پروژه را ترک کرد. در یک مصاحبه با هالیوود ریپورتر در سال ۲۰۱۹ امیلیا کلارک گفت به او نقش آناستازیا استیل در پنجاه طیف خاکستری پیشنهاد داده شده بود. او گفت به علت میزان برهنگی مورد نیاز پیشنهاد را رد کرد.
در سال ۲۰۱۳ او نقش سارا کانر را در فیلم نابودگر: جنسیس را بازی کرد. این فیلم که آرنولد شوارتزنگر، جای کورتنی و جیسون کلارک در آن نقش داشتند بازخوردهای نامطلوبی از منتقدان گرفت. علی‌رغم بازخوردهای بد، این فیلم در باکس آفیس موفق بود و سراسر جهان ۴۴۰ میلیون دلار فروش کرد. کلارک در جوایز برگزیده نوجوانان ۲۰۱۵ برای جایزه ستاره فیلم تابستانی زن نامزد شد و در جایزه جوپیتر سال ۲۰۱۶ برای نقش‌آفرینی‌اش نامزد شد.
او در فیلم من پیش از تو نقش اصلی زن در کنار نقش اصلی مرد، سم کلفلین بود. این فیلم به کارگردانی تئا شاروک که در ۳ ژوئن ۲۰۱۶ منتشر شد، بازخوردهای انتقادی گوناگونی دریافت کرد. این فیلم در باکس آفیس موفق بود و سراسر جهان ۴۰۰ میلیون دلار فروش کرد. به خاطر نقش او به عنوان لوئیزا «لو» کلارک، او با سم کلفلین نامزدی‌ها را به اشتراک گذاشت و با یکدیگر جوایز برگزیده نوجوانان در سال ۲۰۱۶ و جایزه سینمایی و تلویزیونی ام‌تی‌وی در سال ۲۰۱۷ را کسب کردند. در سال ۲۰۱۷، او نقش اصلی پرستار ورنا در فیلم صدایی از سنگ‌ها را بر عهده داشت. این فیلم در آوریل ۲۰۱۷ به‌طور محدود و ویدئو هنگام درخواست و دیجیتال اچ‌دی منتشر شد.
در نوامبر ۲۰۱۶ او در سولو: داستانی از جنگ ستارگان نقش اصلی زن را بر عهده گرفت. فیلم که توسط ران هوارد کارگردانی شده بود و در نوامبر ۲۰۱۸ منتشر شد، داستان ریشه شخصیت‌های هان سولو و چوباکا در جنگ ستارگان را روایت می‌کند. کلارک در این فیلم نقش کیرا، دوست دوران کودکی و معشوقه هان سولو را بازی می‌کند. این فیلم علی‌رغم اینکه دومین فیلم کم‌فروش جنگ ستارگان است، از سوی منتقدان نقدهای مطلوبی دریافت کرد. این فیلم در ۲۵ مه ۲۰۱۸ سراسر جهان منتشر شد. او برای ایفای نقش در قسمت‌های بعدی این فیلم قرارداد امضا کرده‌است. اجرای او با نقدهای مثبت منتقدها روبرو شد و بسیاری او را یکی از برجسته‌ترین نقش‌آفرینی‌های خواندند. کلارک در کنار جک هیوستن، با هم در فیلم بالاتر از سوءظن در سال ۲۰۱۶ نقش‌های اصلی بودند. این فیلم بر پایه یک رمان هیجانی نوشته جو شارکی است و فیلم را فیلیپ نویس کارگردانی کرده‌است. این فیلم در جشنواره فیلم کن ۲۰۱۶ معرفی شد. این فیلم به‌طور کلی مورد پسند منتقدان واقع شد و نقش‌آفرینی کلارک نیز مورد تحسین منتقدان واقع شد. این فیلم انتشار آشفته‌ای داشت که آن را در معرض خطر دزدی هنری قرار می‌داد. کلارک در انتهای سال ۲۰۱۹ با هنری گلدینگ در فیلم کمدی عاشقانه کریسمس پیشین همبازی شد. این فیلم توسط اما تامپسون نوشته و توسط پال فیگ کارگردانی شد. در یک مصاحبه با باستل در ژانویه ۲۰۲۰، از شخصیت ویل فرل در فیلم کمدی سال ۲۰۰۳ الف الهام گرفته بود. علی‌رغم بازخوردهای انتقادی فیلم، منتقدان نقش‌آفرینی کلارک را تحسین کردند و فیلم در باکس آفیس با ۱۲۱ میلیون دلار فروش جهانی بسیار موفق شد.

#### پروژه‌های آینده
در ژانویه ۲۰۱۷، کلارک به عنوان نقش اصلی در اقتباس انگلیسی در حال ساخت فیلم کره‌ای ۲۰۱۵ زیبایی درون قرار گرفت. در اکتبر ۲۰۱۹ ساخت فیلم آغاز شد. در مه ۲۰۱۹ اعلام شد که کلارک قصد دارد در فیلم بذار راه‌ها را بشمارم نقش الیزابت برت براونینگ به کارگردانی بیورن رونگه، کارگردان همسر را بازی کند. کلارک در محصول وست اند مرغ دریایی، اثر آنتون چخوف و به کارگردانی جیمی لوید نقش نینا را بازی کرد و این محصول در ۱۱ مارس ۲۰۲۰ در تئاتر پلی‌هاوس به نمایش درآمد. این محصول در ۱۶ مارس به علت دنیاگیری کووید-۱۹ در بریتانیا به تعلیق درآمد. این نمایش‌نامه نخستین حضور کلارک در آثار وست اند است.
در ۲۰۲۱، کلارک اعلام کرد که برای ایمیج کامیکس کمیک‌بوکی به نام «م. ا. م: مادر دیوانگی» نوشته‌است که نخستین قسمت آن در ۲۱ ژوئیه ۲۰۲۱ منتشر شد.
در سال ۲۰۲۰، کلارک در فیلم پویانمایی ماریس شگفت‌انگیز قرار گرفت. این فیلم که اقتباسی از رمان ماریس شگفت‌انگیز و جوندگان فرهیخته او نوشته تری پرچت است، در سال ۲۰۲۲ منتشر خواهد شد. در آوریل ۲۰۲۱، کلارک به گروه بازیگری مجموعه تهاجم مخفی از شبک دیزنی پلاس که در دنیای سینمایی مارول قرار دارد پیوست. این مجموعه برای پخش در سال ۲۰۲۲ برنامه‌ریزی شده‌است.

## دیگر سرمایه‌گذاری‌ها

### تبلیغات
در سال ۲۰۱۵، برند لوکس دیور کلارک را برای چهره یکی از کلکسیون‌های خود انتخاب کرد. در سال ۲۰۱۸ برند دولچه و گابانا اعلام کرد که کلارک نماینده یکی از عطرهایش خواهد بود. او در یک تبلیغ به کارگردانی ماتئو گارانه برای عطر حضور داشت. شرکت لوازم آرایشی کلینیک لابراتوریز در ابتدای سال ۲۰۲۰ کلارک را به عنوان نخستین نماینده جهانی خود معرفی کرد.

### خیریه
کلارک به چندین نهاد خیریه‌ای کمک کرده‌است. در سپتامبر سال ۲۰۱۱ او به عنوان نماینده سلبریتی به تیم اس‌ام‌ای تراست بریتانیا ملحق شد. اس‌ام‌ای تراست برای تحقیق دربارهٔ آتروفی عضلانی نخاعی کمک مالی می‌کند. در اوت ۲۰۱۷ او حامی سازمان اوپن دور شد که هدفش کمک به افراد جوان برای ورود به مدارس درام است. او در سال ۲۰۱۸ یک شانس برای تماشای یک قسمت بازی تاج‌وتخت با خود را به حراج گذاشت که بیش از ۱۲۰٬۰۰۰$ جذب کرد که به سازمان‌های تسکین فاجعه یاری رسانی کرد. او در جوایز خیریه‌ای لندن در فوریه ۲۰۱۸ دریافت‌کنندگان جایزه را تشویق کرد که شجاعت مردمان بی‌خانمان را می‌ستاید.
در آوریل ۲۰۱۸ او تنها نماینده کالج سلطنتی پرستاری (RCN) نامیده شد. به عنوان نماینده کالج، کلارک از قدرت خود برای مبارزه و خواهان سرمایه‌گذاری بیشتر در این عرصه شد و تصورات اشتباه را به چالش کشید. کلارک همچنین متعهد شد که به پرستاران و کارکنان مراقبت‌های بهداشتی بپیوندد تا مسائل اثرگذار بر این حرفه، از جمله کاهش شمار آموزش و کمبود نیروی کار را حل کند.
کلارک همچنین یکی از بازیگران متعدد بریتانیایی بود که در جنبش دیگر بس است که هدفش افشاگری آزار و اذیت جنسی و ساخت یک جامعه بدون تبعیض جنسی در محل کار است شرکت کرد. در اوت ۲۰۱۸، کلارک و چندین بازیگر دیگر از جمله جما آرترتون، لینا هیدی، تام هیدلستون، فلیسیتی جونز، وونمی موساکو، فلورنس پیو، جما چان و کاترین تیت در یک فیلم کوتاه به نام لیدینگ لیدی پارتز حضور داشتند که دربارهٔ مشکل صنعت فیلم در انتخاب بازیگران به علت تبعیض جنسی بود.
در سال ۲۰۱۹، پس از افشای عمل مغز که در سال‌های ۲۰۱۱ و ۲۰۱۳ انجام داده بود، کلارک خیریه خود به نام سیم‌یو را آغاز کرد. این خیریه قصد آسان کردن دسترسی به توانبخشی عصبی برای افراد جوان پس از آسیب مغز یا سکته را دارد. در ۲۶ سپتامبر ۲۰۱۹ او با یوتیوبر ایرلندی جک سپتیک آی یک استریم زنده مشترک داشت که بیش از ۲۰۰٬۰۰۰£ برای خیریه سیم‌یو جمع‌آوری کرد. پس از به پایان رسیدن بازی تاج‌وتخت در فصل هشتم او یک جمع‌آوری کمک مالی به نام «عدالت برای دنریس» آغاز کرد که هوادارن مجموعه بیش از ۸۳٫۰۰۰£ به خیریه آن کمک کردند. بنا به گفته سازنده جمع‌آوری، هدف آن این بود که هم برای کلارک و شخصیت دنریس قدردانی خود را نشان دهد. در سال ۲۰۲۰، کلارک از بنیاد مغز آمریکا جایزه رهبری عمومی عصب‌شناسی برای شناساندن توان‌بخشی عصبی به عموم مردم را دریافت کرد.
در آوریل ۲۰۲۰، کلارک یک جمع‌آوری برای کمک به خیریه او برای کووید-۱۹ راه‌اندازی کرد. این جمع‌آوری که هدف آن رسیدن به ۲۵۰٬۰۰۰$ بود به بیمارستان توانبخشی اسپودلینگ در بوستون، ماساچوست و بیمارستان دانشگاهی کالج در لندن کمک کرد. ابتکار جدید این سازمان این بود که با ارائه کلینیک توانبخشی مجازی برای افرادی که از آسیب‌های مغزی و سکته مغزی بهبود می‌یابند، بخش بیشتری از تخت‌ها را در اختیار بیماران مبتلا به کروناویروس قرار می‌گیرد. به علاوه رخدادهای کووید-۱۹، کلارک اعلام کرد که یک سری شعرخوانی در اینستاگرام راه‌اندازی خواهد کرد. او شعرخوانی را از یک کلکسیون آغاز کرد. او این سری را با خواندن یک شعر دربارهٔ تنهایی آغاز کرد که آن را به خیریه سیم‌یو اختصاص داد و اعلام کرد که سایر هنرمندان نیز می‌توانند به این طرح ملحق شوند و اظهار داشت که هر مجری خواندن خود را وقف خیریه‌ای که خود انتخاب کرده‌است می‌کند.
در سپتامبر ۲۰۲۰، او با اما تامپسون، سانجیو بسکار و رابرت لیندسی وارد خواندن مجازی نمایش‌نامه زندگی‌های شخصی نوشته نوئل کوارد شد. اعلام شد که تمامی سرمایه‌های مالی که از نمایش به دست می‌آیند به عنوان یک کمک بحران برای صنعت‌های تئاتر که به دلیل کووید-۱۹ از لحاظ مالی دست و پنجه نرم می‌کردند اعطا خواهد شد.

## زندگی شخصی

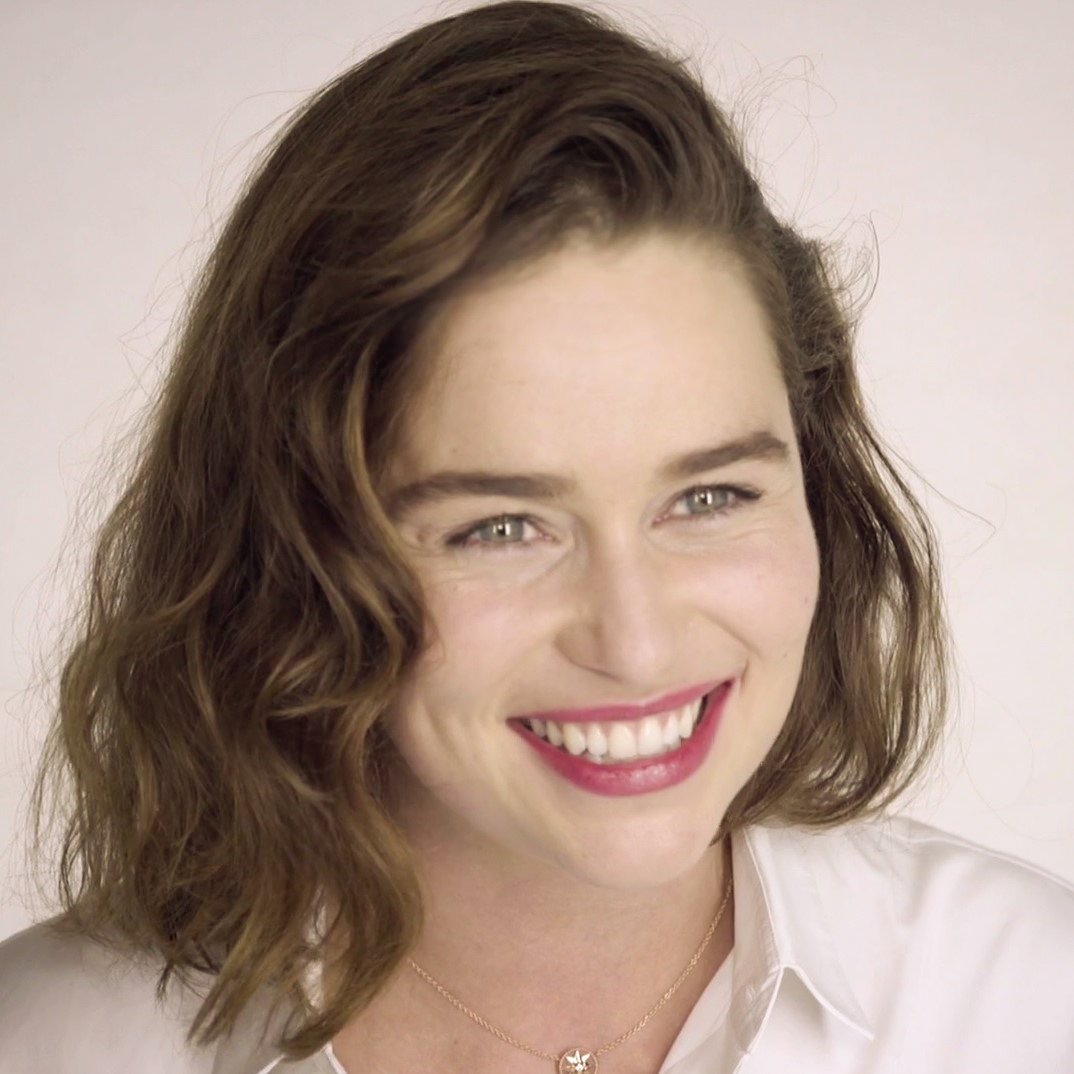
کلارک در سال ۲۰۱۵

کلارک هم‌اکنون در منطقه ایزلینگتون لندن زندگی می‌کند. در سال ۲۰۱۶، او در ونیز، لس آنجلس خانه‌ای به ارزش ۴٬۶۴ میلیون دلار خریداری کرد اما در دسامبر ۲۰۲۰ آن را فروخت.
در مصاحبه‌ای در ۲۰۱۳ با آلور، کلارک اظهار داشت زمانی که او بزرگ می‌شد مادرش در خانه قوانینی داشت: «مواد مخدر نزن، سکس نداشته باش و با ابروهات ور نرو.» او نیز اظهار داشت در دوران کودکی به دلیل «داشتن ابروهای خنده‌دار» مورد آزار و اذیت قرار می‌گرفت.
در یک انشاء که کلارک در سال ۲۰۱۹ برای نیویورکر نوشته بود، او اظهار داشت که از خونریزی زیر عنکبوتیه به علت آنوریسم گسسته در حادثه‌ای در فوریه ۲۰۱۱ رنج می‌برد. او تحت جراحی سیم‌پیچی درون عروقی قرار گرفت و به‌طور مداوم از زبان‌پریشی رنج می‌برد طوری که حتی نتوانست نام خود را به یاد بیاورد. او یک جراحی آنوریسم دوم در ۲۰۱۳ داشت.
کلارک توسط خوانندگان مجله اسک‌من به عنوان پسندیده‌ترین زن انتخاب شد. در سال ۲۰۱۵، مجله اسکوایر او را به عنوان جذاب‌ترین زن زنده خطاب کرد و در همان سال جی‌کیو به او جایزه زن سال را داد. کلارک در سال‌های ۲۰۱۵، ۲۰۱۶ و ۲۰۱۷ توسط اف‌اچ‌ام در فهرست ۱۰۰ زن جذاب قرار گرفت. او همچنین در سال ۲۰۱۷ توسط گلامور در فهرست خوش‌لباس‌ترین زنان قرار گرفت.
زمانی که فیلمبرداری فصل پایانی بازی تاج‌وتخت به پایان رسید، کلارک به عنوان احترام برای نقشش، دنریس تارگرین، زمان فعالیت خود در این مجموعه را با یک خالکوبی از اژدهای سه سر جشن گرفت.
در سال ۲۰۱۲ کلارک با ست مک‌فارلن کمدین و فیلمساز رابطه‌ای را آغاز می‌نماید که تنها ۶ ماه دوام می‌یابد با این احوال و پس از این جدایی آن‌ها همچنان دوستان نزدیکی باقی ماندند. از اکتبر ۲۰۱۵ میلادی، کلارک در منطقه همپستید لندن ساکن است. در سال ۲۰۱۶ نیز یک خانهٔ جدید را در ونیز بیچ لس‌آنجلس خریداری نمود. در سال ۲۰۱۴ و توسط خوانندگان مجله اسک‌من (از مرد بپرس) با عنوان خواستنی‌ترین زن جهان شناخته شد. همچنین در سال ۲۰۱۵ نیز به عنوان جذاب‌ترین زن زندهٔ جهان توسط مجله اسکوایر انتخاب گردید. در سال ۲۰۱۷ میلادی و به مناسبت سالروز جهانی و بین‌المللی زنان، سرمقاله‌ای از کلارک در مورد فمینیسم مدرن و تشویق برابری جنسیتی در هاف‌پست انگلستان چاپ گردید. امیلیا کلارک در نسخه ۱۳ ژولای سال ۲۰۱۷ رولینگ استون به عنوان تصویر برگزیده صفحهٔ نخست انتخاب گردید. در مصاحبهٔ داخلی همان شماره وی اعلام کرد که در ۱۰ ژولای ۲۰۱۶ پدرش را به دلیل سرطان از دست داده‌است. او علاقه زیادی به بسکتبال دارد و از طرفداران تیم هیوستون راکتس به‌شمار می‌رود.

## فیلم‌شناسی

### فیلم سینمایی
| سال  | عنوان                        | نقش                   | یادداشت                    | منبع    |
| ---- | ---------------------------- | --------------------- | -------------------------- | ------- |
| ۲۰۰۹ | داستان لیسا                  | لیسا                  | فیلم کوتاه برای ساماراتی‌ها | [ ۲۲ ]  |
| ۲۰۱۲ | شاکلد                        | مالو                  | فیلم کوتاه                 | [ ۴۶ ]  |
| ۲۰۱۲ | جزیره اسپایک                 | سالی هریس             |                            | [ ۴۸ ]  |
| ۲۰۱۳ | دام همینگوی                  | اولین همینگوی         |                            | [ ۱۳۳ ] |
| ۲۰۱۵ | نابودگر: جنسیس               | سارا کانر             |                            | [ ۱۳۴ ] |
| ۲۰۱۶ | من پیش از تو                 | لوئیسا کلارک          |                            | [ ۱۳۵ ] |
| ۲۰۱۷ | صدایی از سنگ‌ها               | ورنا                  |                            | [ ۱۳۶ ] |
| ۲۰۱۸ | سولو: داستانی از جنگ ستارگان | کیرا                  |                            | [ ۱۳۷ ] |
| ۲۰۱۸ | لیدینگ لیدی پارتز            | خودش                  | فیلم کوتاه                 | [ ۱۳۸ ] |
| ۲۰۱۹ | بالاتر از سوءظن              | سوزان اسمیت           |                            | [ ۷۳ ]  |
| ۲۰۱۹ | کریسمس پیشین                 | کاتارینا «کیت» اندریچ |                            | [ ۱۳۹ ] |
| ۲۰۲۲ | ماریس شگفت‌انگیز              | مالیشیا               | صداگذاری، در حال ساخت      | [ ۱۴۰ ] |

### تلویزیونی
| سال       | عنوان            | نقش             | یادداشت                                  | منبع    |
| --------- | ---------------- | --------------- | ---------------------------------------- | ------- |
| ۲۰۰۹      | پزشک‌ها           | ساسکیا مایر     | قسمت: «لانه خالی»                        | [ ۱۴۱ ] |
| ۲۰۱۰      | حمله تریاسی      | ساوانا راوندتری | فیلم تلویزیونی                           | [ ۱۴۲ ] |
| ۲۰۱۱–۲۰۱۹ | بازی تاج‌وتخت     | دنریس تارگرین   | نقش اصلی                                 | [ ۱۴۳ ] |
| ۲۰۱۳      | فیوچراما         | ماریانه         | نقش صدایی                                | [ ۱۴۴ ] |
| ۲۰۱۶      | مرغ ربات         | بریجت           | نقش صدایی؛ قسمت: «جول هورویتز بر می‌گردد» | [ ۱۴۵ ] |
| ۲۰۱۷      | جانوران.         | لامپی           | نقش صدایی؛ قسمت: «موش‌ها.»                | [ ۱۴۶ ] |
| ۲۰۱۷      | تاندربردها رفتند | دویله           | نقش صدایی؛ قسمت: «ساخته‌شده برای فاجعه»   | [ ۱۴۷ ] |
| ۲۰۱۹      | پخش زنده شنبه شب | خودش            | قسمت: «کیت هرینگتون / سارا باریلز»       | [ ۱۴۸ ] |
| ۲۰۲۲      | تهاجم مخفی       | گایا            | نقش اصلی                                 | [ ۱۴۹ ] |

### تئاتر
| سال  | عنوان            | نقش                       | یادداشت              | منبع    |
| ---- | ---------------- | ------------------------- | -------------------- | ------- |
| ۲۰۱۳ | صبحانه در تیفانی | هالیدی «هالی» گالیثلی     | تئاتر کورت           | [ ۱۵۰ ] |
| ۲۰۲۰ | زندگی‌های شخصی    | سایبیل                    | جشنواره تئاتر تعطیلی | [ ۱۵۱ ] |
| ۲۰۲۰ | مرغ دریایی       | نینا میخائیلوفنا زارچنایا | تئاتر پلی‌هاوس        | [ ۱۵۲ ] |

### ترانه‌شناسی
| سال  | موسیقی متن/آلبوم | ترانه         | منبع    |
| ---- | ---------------- | ------------- | ------- |
| ۲۰۱۳ | دام همینگوی      | آبی‌های فیشرمن | [ ۱۵۳ ] |

### بازی ویدئویی
| سال  | عنوان بازی     | صداپیشه شخصیت | منبع    |
| ---- | -------------- | ------------- | ------- |
| ۲۰۱۵ | بازی تاج و تخت | دنریس تارگرین | [ ۱۵۴ ] |

## جایزه‌ها و نامزدی‌ها
کلارک در طول حرفه خود نامزد جایزه‌های متعددی شده‌است. او نامزد چهار جایزه امی ساعات پربیننده، به ویژه جایزه امی ساعات پربیننده برای بهترین بازیگر نقش اول زن در مجموعه تلویزیونی درام در سال ۲۰۱۹ برای فعالیت او در بازی تاج‌وتخت شده‌است. او نامزد چندین جایزه فیلم به انتخاب منتقدان نیز شده‌است. او نامزد چندین جایزه بافتا و جوایز بریتانیا در سال ۲۰۱۸ شده‌است. در سال ۲۰۱۸ از کلارک برای عضویت در آکادمی علوم و هنرهای سینما دعوت شد. در سال ۲۰۱۹ مجله تایم او را یکی از ۱۰۰ شخص اثرگذار در جهان خطاب کرد. از کلارک همچنین برای فعالیت خیریه‌ای او تقدیر شده‌است. در سال ۲۰۱۹، او یک جایزه شرتی برای آگاه‌سازی دربارهٔ خیریه سیم‌یو و کالج سلطنتی پرستاری برد.

## یادداشت
1. ↑  هالیوود ریپورتر گزارش داد که حقوق هر قسمت £۱٫۲ است  میلیون[۳۶] در حالی که دیلی تلگراف £۲ میلیون برای هر قسمت گزارش داد.[۳۷]